# Philippe Alliot
Philippe Alliot (n. 27 iulie 1953, Voves, Centre-Val de Loire, Franța) este un fost pilot francez de Formula 1.

## Cariera în Formula 1
| Sezon | Echipă                                          | Puncte | Loc clasament general |
| ----- | ----------------------------------------------- | ------ | --------------------- |
| 1984  | Skoal Bandit Formula 1 Team                     | 0      | -                     |
| 1985  | Skoal Bandit Formula 1 Team                     | 0      | -                     |
| 1986  | Equipe Ligier                                   | 1      | 19                    |
| 1987  | Larrousse Calmels                               | 3      | 17                    |
| 1988  | Larrousse Calmels                               | 0      | -                     |
| 1989  | Larrousse Calmels                               | 1      | 29                    |
| 1990  | Equipe Ligier Gitanes                           | 0      | -                     |
| 1993  | Larrousse F1                                    | 2      | 17                    |
| 1994  | Marlboro McLaren Peugeot / Tourtel Larrousse F1 | 0      | -                     |